# الجفاجف (حبيش)

تعديل مصدري - تعديل

الجفاجف محلة تابعة لقرية ذى وسطى، التابعة لعزلة العارضة بمديرية حبيش إحدى مديريات محافظة إب في الجمهورية اليمنية، بلغ تعداد سكانها 143 حسب تعداد اليمن لعام 2004.